# Honk (Schimpfwort)
Honk ist eine umgangssprachliche und abwertende Bezeichnung für einen Menschen, der sich nicht besonders klug anstellt und kann auch im Sinne von Dummkopf oder Idiot verwendet werden. Seine Herkunft ist laut Duden ungeklärt, wobei die Ableitung vom englisch-amerikanischen Slangwort honk(y) für „Weißer“ als plausibel gilt.

## Wortherkunft
Eigentlich bezeichnet das Wort honk im Englischen das Geschrei einer Gans und davon abgeleitet das Geräusch einer Hupe. Das Online Etymology Dictionary sieht eine Herkunft aus dem afroamerikanischen Slang honky, was ähnlich wie hunk für einen weißen Immigranten aus Mittel- oder Osteuropa stand, dessen Herkunft unklar war und ähnlich wie im Englischen huns (dt. Hunnen) meist mit dem heutigen Ungarn assoziiert wurde. Insbesondere im Blues-Slang wurden seit 1946 mit honky oder hunk auch einfache Handlanger in Fabriken („factory hands“) benannt.

## Bedeutung im Deutschen
Oft zielt im Deutschen das Schimpfwort auf mangelnde Bildung und mangelnde Fachkenntnisse. Die beleidigende Bedeutung ergibt sich häufig erst aus dem Kontext („Du Honk!“). Der Begriff wurde im deutschsprachigen Raum als Neologismus aus der Jugendsprache der 2000er Jahre populär und auch als Akronym umgedeutet. Vermutlich in Berlin wurde er erstmals als Abkürzung für Hauptschüler ohne nennenswerte Kenntnisse verwendet. Bei Spiegel Online definierte Jochen Leffers einen Honk als Helfer ohne nennenswerte Kenntnisse. Durch die Vorsilbe voll- kann die Beleidigung ähnlich wie etwa bei Vollpfosten auf stärkere Weise ausgedrückt werden („Vollhonk“). Die Süddeutsche Zeitung wählte diesen Ausdruck auf Platz 11 der Schimpfwörter des Sportjahres 2011.
In den Dialekten des Rheinlands und des Bergischen Landes ist Honk bzw. Hongk eine der Ausspracheformen für das hochdeutsche Wort „Hund“.

## Trivia
Otto Waalkes verwendet Honk als Namen eines Ottifanten-Teddys, abgeleitet von einem Etikett am Teddybären mit der Aufschrift „Made in Hongkong“.